# مقاطعة سومتر (فلوريدا)
مقاطعة سومتر هي مقاطعة في فلوريدا، بلغ عدد سكانها 93٬420  نسمة، في 2010، عاصمتها بوشنيل، فلوريدا، تبلغ مساحتها 1٬503 كيلومتر مربع.

## الموقع
تشترك في الحدود مع:
- مقاطعة ماريون، فلوريدا.

## التقسيمات الإدارية
- بوشنيل، فلوريدا.